# 안지혜 (1989년)
안지혜(1989년 2월 4일 ~ )는 대한민국의 배우이다.

## 학력
- 한국체육대학교 체육학과 (졸업)
- 한양대학교 대학원 연극영화학과 (졸업)

## 출연 작품

### 영화
- 《황야》 (2024년) - 이은호 역 (본작의 여주인공) (일본어 더빙: 모리 나나코)
- 《늑대사냥》 (2022년) - 조수진 역
- 《불어라 검풍아》 (2021년) - 연희 역
- 《아워 바디》 (2019년) - 현주 역
- 《로망》 (2019년) - 응급실의사 역
- 《반창꼬》 (2012년) - 응급구조대녀 역

### 드라마
- 《트웰브》 (2025년, U+모바일tv) - 말숙 역
- 《소방서 옆 경찰서 그리고 국과수》 (2023년, SBS) - 선열 처 역
- 《운명과 분노》 (2018년, SBS) - 권비서 역
- 《육룡이 나르샤》 (2015년, SBS) - 비월 역
- 《쓰리 데이즈》 (2014년, SBS) - 대통령경호관 역
- 《닥터 프로스트》 (2014년, OCN) - 오지민 역 (특별출연)
- 《맏이》 (2013년, JTBC) - 탄실 역

### CF
- 프로스펙스
- 하나은행
- 윈드러너
- 일룸
- 엔젤리너스커피
- NH투자증권
- 대한항공